# Pedro Orlando Reyes
Pedro Orlando Reyes Ponce (Camagüey, 23 de fevereiro de 1959 – Estado de Hidalgo, 26 de novembro de 2024) foi um pugilista cubano que se destacou na categoria peso mosca durante as décadas de 1980 e 1990. Conhecido como "El Zurdo de Párraga", conquistou a medalha de ouro nos Jogos Pan-Americanos de 1983, em Caracas, e no Campeonato Mundial de Boxe Amador de 1986, em Reno, nos Estados Unidos, onde derrotou o venezuelano David Grimán na final.
Em 1989, conquistou a medalha de prata no Campeonato Mundial de Moscou, perdendo para o soviético Yuri Arbachakov. Reyes não pôde competir nos Jogos Olímpicos de 1984 e 1988 devido ao boicote de Cuba a essas edições.
Além das conquistas internacionais, venceu seis edições do Torneio Nacional Playa Girón e cinco do Torneio Córdova Cardín. Após encerrar sua carreira com um impressionante recorde de 312 vitórias em 332 lutas, formou-se em História pela Universidade de Havana e atuou como treinador e assessor técnico no estado de Hidalgo, no México. Faleceu aos 65 anos devido a complicações de hipertensão arterial.